# 가와케역
가와케역(일본어: 河毛駅, かわけえき)은 일본 시가현 나가하마시 고호쿠초야마와케에 있는 서일본 여객철도의 철도역이다.

## 역 구조
2면 2선의 상대식 승강장이 있는 지상역이다. 개찰구나 자동개찰기는 없다. ICOCA등의 IC카드는 카드 리더기등을 통해 사용할 수 있으며, 입장 후에는 승강장간 이동이 불가능하다.

### 승강장
| 1 | ■ 호쿠리쿠 본선 (상행) | 마이바라 · 교토 · 오사카 방면 |
| 2 | ■ 호쿠리쿠 본선 (하행) | 오미시오쓰 · 쓰루가 방면      |

## 역 주변
- 오타니 성 유적
  - 오타니 성 전투 국립 역사 자료관
- 야마모토 산성 유적
- 고호쿠 우편국

## 승차량 변동
| 회사      | 승차 인원 | 승차 인원 | 승차 인원 | 승차 인원 | 승차 인원 | 승차 인원 | 승차 인원 | 승차 인원 | 주 석 |
| 회사      | 1993년    | 1994년    | 1995년    | 1996년    | 1997년    | 1998년    | 1999년    | 2000년    | 주 석 |
| --------- | --------- | --------- | --------- | --------- | --------- | --------- | --------- | --------- | ----- |
| JR 서일본 | 224       | 271       | 330       | 356       | 351       | 376       | 375       | 370       | [ 1 ] |
| 회사      | 2001년    | 2002년    | 2003년    | 2004년    | 2005년    | 2006년    | 2007년    | 2008년    |       |
| JR 서일본 | 375       | 371       | 382       | 389       | 405       | 408       | 446       | 456       | [ 1 ] |

## 역사
- 1882년 3월 10일 - 관설철도 나가하마 - 기노모토 - 야나가세 간의 개통과 동시에 구 가와케 역 개업.
- 1886년 5월 1일 - 구 가와케 역 폐지.
- 1954년 8월 1일 - 일본국유철도 호쿠리쿠 본선에 현 가와케 역 개업. 여객역.
- 1987년 4월 1일 - 일본국유철도 분할 민영화로 서일본 여객철도에 이관.
- 1991년 9월 14일 - 모든 보통 열차가 정차하게 됨.
- 2006년 10월 21일 - 호쿠리쿠 본선 나가하마 - 쓰루가 직류 전철화와 동시에 ICOCA 사용 개시.

## 인접역
| 서일본 여객철도 호쿠리쿠 본선 | 서일본 여객철도 호쿠리쿠 본선 | 서일본 여객철도 호쿠리쿠 본선 |
| ----------------------------- | ----------------------------- | ----------------------------- |
| 도라히메 교토 · 마이바라 방면 | ■ 호쿠리쿠 본선 신쾌속 · 보통 | 다카쓰키 쓰루가 방면          |